# Франтишек Дамиан фон Щернберг
Франтишек/Франц Дамиан Якуб Йозеф фон Щернберг (на немски: Franz/Frantisek Damián Jakub Josef von Sternberg; на чешки: František Damián Jakub Josef ze Šternberka; * 26 юли 1676, Виена; † 15 май 1723, Кастоловице, Краловохрадецки край, Бохемия) е граф от род Щернберг, императорски-кралски съветник и съдия в Кралство Бохемия.

## Произход
Той е син (деветото дете от 10 деца) на дипломата граф (от 1661) Улрих/Олдрих Адолф Вратислав зе Щернберка († 1703), главен бургграф на Прага, рицар на Ордена на Златното руно (1687), и съпругата му Анна Луция Славата з Члуму а Косумберка (1637 – 1703), дъщеря на граф Йахим Олдрих Славата цу Члуму Косумберка (1604 – 1645) и Франциска фон Мегау (1609 – 1676). По-малкият му брат е граф Франц Леополд фон Щернберг (1680 – 1745).

## Фамилия
Франтишек/Франц Дамиан фон Щернберг се жени на 25 ноември 1699 г. в Прага за графиня Мария Йозефа фон Траутмансдорф (* 29 август 1681, Прага; † 30 ноември 1742, Прага), дъщеря на граф Йохан Фридрих фон Траутмансдорф, фрайхер на Глайхенберг (1619 – 1695) и графиня Мария Елеонора фон Щернберг, фрайин фон Холицки (1654 – 1703). Те имат 11 деца, от които само две порастват:
- Адолф Вратислав (1702 – 1702)
- Вацлав Йозеф (1703 – ок. 1703)
- Мария Франтиска Терезия (1704 – 1714)
- Франтиска Мария Йозефа (1706 – 1707)
- Франц Филип фон Щернберг (* 21 август 1708, Прага; † 9 януари 1786, Виена), дворцов министър на Мария Терезия, женен на 8 април 1731 г. в катедралата Св. Стефан във Виена за графиня Мария Елеонора Леополдина фон Щархемберг (* 26 август 1712, Виена; † 22 март 1800, Виена)
- Франтишек Антонин Йозеф (1710 – 1711)
- Мария Анна (1712 – 1738)
- Франтишек Карел Йозеф (1713 – 1715)
- Филип Яхим (ок. 1715 – 1715)
- Мария Франтиска Йозефа (1716 – ок. 1716)
- Франтишек Михал (1718 – 1720)